# Franklin County (Kansas)
Franklin County is een county in de Amerikaanse staat Kansas.
De county heeft een landoppervlakte van 1.486 km² en telt 24.784 inwoners (volkstelling 2000). De hoofdplaats is Ottawa.

## Bevolkingsontwikkeling

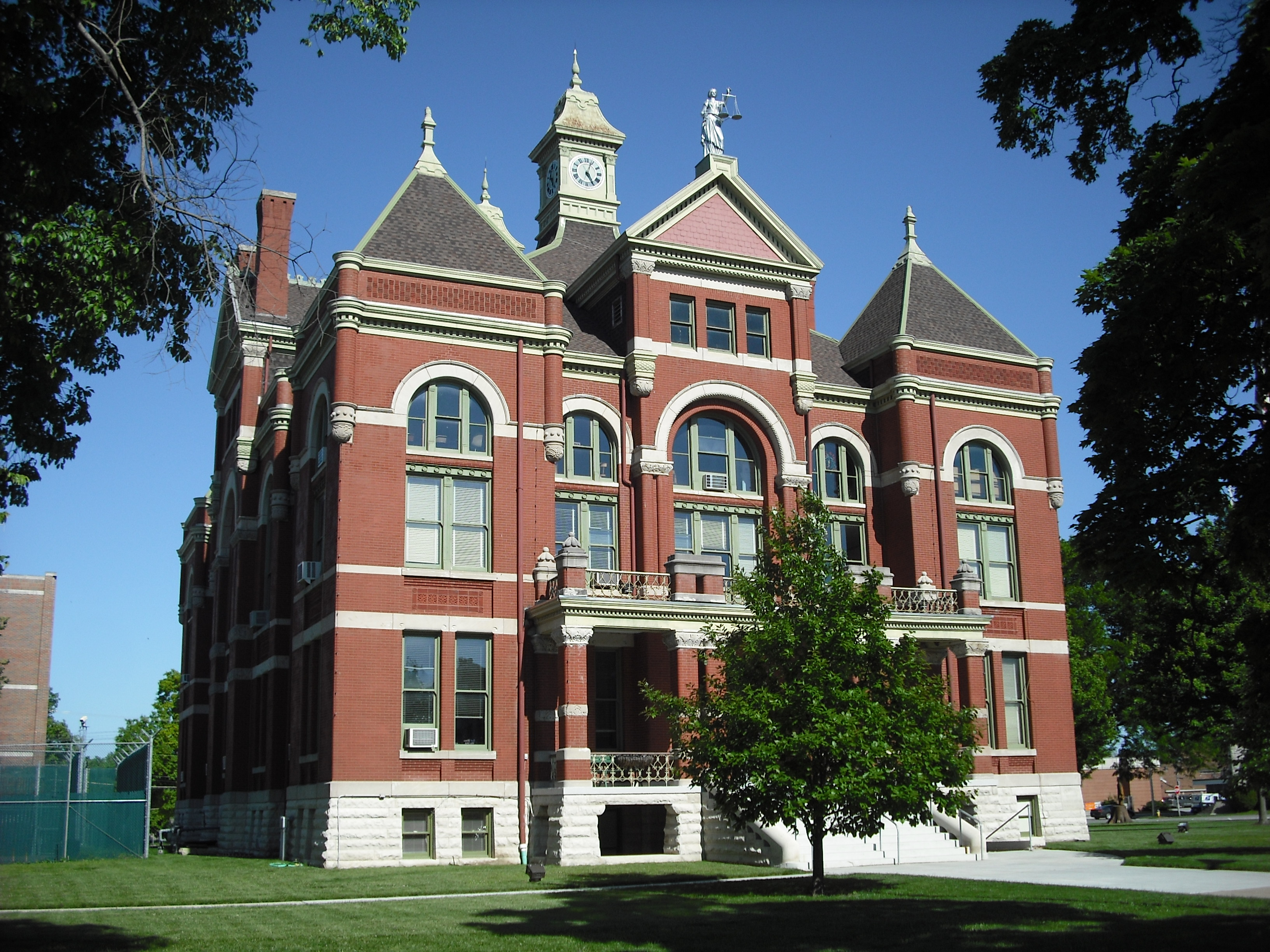
Franklin County Courthouse